# Kongo Central
Kongo Central (Kongo dia Kati), tidligere Bas-Congo, er en af de 26 provinser i Den Demokratiske Republik Congo. Dens hovedstad er byen Matadi.

## Historie
Da området, der nu omfatter Kongo Central, blev uafhængigt var det sammen med hovedstaden Kinshasa og distrikterne Kwango, Kwilu og Mai-Ndombe, en del af den større provins Léopoldville. Under det belgiske kolonistyre var provinsen kendt som Bas-Congo (som i "Lower Congo River") og blev omdøbt til Kongo Central efter uafhængigheden.
Under Mobutu Sese Sekos regime fra 1965 til 1997 blev Congofloden omdøbt til Zaire . Provinsen blev navngivet som Bas-Zaïre. Navnet blev senere ændret tilbage til Bas-Congo. I 2015 blev det efterfølgende omdøbt til Kongo Central igen.

## Geografi
Kongo Central er den eneste provins i landet der har adgang til havet, og den har en smal kyst til Atlanterhavet mod vest. Den grænser op til byprovinsen Kinshasa mod nordøst, provinsen Kwango mod øst, og Republikken Angola mod syd og den angolesiske eksklave, provinsen Cabinda samt Republikken Congo mod nord.
Den nedre del af Congofloden krydser provinsen fra nordøst til sydvest. Den er sejlbar fra Atlanterhavet til havnebyen Matadi, hvorefter der er en række strømfald, der gør det uutilgæmgelig indtil Malebo Pool.

### Inddeling
Provinshovedstaden er Matadi, hvor Boma er den anden officielle by. Resten af provinsen er administrativt opdelt i ti territorier:
- Kasangulu
- Kimvula
- Lukula
- Luozi
- Madimba
- Mbanza-Ngungu
- Moanda
- Seke-Banza
- Songololo
- Tshela